# Markus Kauczinski
Markus Kauczinski (Gelsenkirchen, 20 febbraio 1970) è un allenatore di calcio tedesco, tecnico del Wehen Wiesbaden.

## Palmarès

### Competizioni nazionali
- 3. Liga: 1

Karlsruhe: 2012-2013